# Miss Movin' On
Miss Movin' On è un singolo del gruppo musicale statunitense Fifth Harmony, pubblicato il 16 luglio 2013 come primo estratto dal primo EP Better Together.

## Accoglienza
Il brano è stato accolto positivamente dai critici musicali. Jessica Sager di PopCrush ha assegnato alla canzone 4.5 stelle su 5, lodando le prestazioni vocali del gruppo. Christina Lee di Idolator ha descritto la canzone come «esplosiva». Jenna Hally Rubenstein di MTV, ha definito la canzone «brillante, con un bel beat pop» mentre David Greenwald per Billboard ha descritto il brano «potente» e «un inno al pop kiss-off».

## Promozione
Il 18 luglio 2013 il gruppo ha seguito sia Miss Movin' On che il loro singolo promozionale Me & My Girls per la prima volta in televisione al Today Show. Miss Movin' On è stata compresa nella scaletta del loro in-store tour e dell'I Wish Tour di Cher Lloyd, dove le ragazze erano le artiste d'apertura. Il girl group si sono esibite con la canzone anche al Fox & Friends, The Arsenio Hall Show e al Live with Kelly & Michael.
Il 26 aprile 2014, oltre ad eseguire nuovamente il brano al Microsoft Theater per la cerimonia annuale dei Radio Disney Music Awards, il gruppo ha vinto anche un premio per Me & My Girls.

## Video musicale
Il video musicale, diretto da Hannah Lux Davis e girato a San Diego in California, è stato reso disponibile il 15 luglio 2013. Il video mostra i cinque membri che si divertono insieme al luna park, dopo essersi lasciate con i propri fidanzati.

## Tracce
Testi e musiche di Jason Evigan, Lindy Robbins, Julia Michaels e Mitch Allan, eccetto dove indicato.
Download digitale
1. Miss Movin' On – 3:13

CD
1. Miss Movin' On – 3:14
2. Me & My Girls – 3:23 (Fifth Harmony, Julian Bunetta, PJ Bianco, Beau Dozier, John Ryan)

## Formazione
Musicisti
- Fifth Harmony – voci
- The Suspex – programmazione

Produzione
- The Suspex – produzione, registrazione
- Dan Book – produzione vocale aggiuntiva
- Șerban Ghenea – missaggio
- John Hanes – assistenza al missaggio
- Tom Coyne – mastering

## Successo commerciale
Con 37 000 copie digitali e 489 000 riproduzioni streaming, Miss Movin' On ha debuttato alla 85ª posizione della Billboard Hot 100 nella sua prima settimana d'uscita, per poi raggiungere un picco di 76 nella medesima classifica.

## Classifiche
| Classifica (2013) | Posizione massima |
| ----------------- | ----------------- |
| Nuova Zelanda     | 27                |
| Stati Uniti       | 76                |